# François Loyer
 (juin 2022).
Pour les articles homonymes, voir Loyer.
François Loyer, né le 19 octobre 1941, est un historien de l'art et de l'architecture français.

## Biographie
Directeur de recherche au CNRS, membre du Centre de recherche sur l'histoire de l'architecture moderne (aujourd'hui « Centre André Chastel ») à l'université Paris-Sorbonne entre 1990 et 2009, François Loyer a fait ses études à l'Institut d'Art et d'Archéologie de Paris. Il commence sa carrière comme critique d’architecture à la revue L'Œil de 1967 à 1972, après une thèse de troisième cycle en Esthétique (Philosophie) intitulée Architecture de la Grèce contemporaine (1834-1966). Docteur d’État en histoire de l'art (1984), il a enseigné successivement à l'École des beaux-arts de Paris, à l'université de Rennes puis à l'université de Strasbourg où il était professeur d’histoire de l’art contemporain, et également comme professeur invité dans les universités de Neuchâtel (1988-1989), Chicago (2000), Yale (2002) et Meiji à Tokyo (2007).
Dès ses débuts comme critique, il prend la défense de l’art du XIXe siècle : son article sur Paris assassiné (novembre 1970) entraîne l’inscription de la Gare d’Orsay en mars 1973, puis sa transformation en musée À partir de 1974, il entreprend pour le compte de l'Atelier parisien d'urbanisme une cartographie des immeubles parisiens, dont il a tiré l’ouvrage Paris XIXe siècle : l’immeuble et la rue (1987) puis, avec Stan Neumann, le film Paris, roman d’une ville (1991). Expert dans le domaine du patrimoine, il joue un rôle important dans l’élaboration des plans d’urbanisme de Paris, en 1977 et à nouveau en 2006. De 2000 à 2007, il dirige le Centre des hautes études de Chaillot puis la Commission du Vieux Paris, avant de rejoindre son laboratoire de recherche à la Sorbonne. Il est membre de la Commission nationale du patrimoine et de l'architecture et de la Commission des Acquisitions du Musée d'Orsay.
On lui doit des ouvrages qui font référence sur l’architecture et l’art urbain des XIXe et XXe siècles - notamment, Le Siècle de l’industrie (1983) et Histoire de l’architecture française. De la Révolution à nos jours (1999). Enfin, il est l’auteur de nombreux travaux sur l’Art nouveau – notamment, Paul Hankar (1859-1901). La Naissance de l’Art nouveau (publication en 1986 de sa thèse d’État), L’Art nouveau en Catalogne 1888-1929 (1991), L’École de Nancy, 1889-1909. Art nouveau et industries d’art (1999, commissaire général des expositions). Membre de l’École doctorale de l’Université de Versailles-Saint-Quentin-en-Yvelines, il a encadré de nombreuses thèses et participe activement aux débats sur la politique du patrimoine. Depuis 2004, il collabore à un groupe de recherche sur les relations culturelles entre la France et la Grèce moderne, au sein de l’École française d'Athènes - ce qui l'a conduit à reprendre ses premiers thèmes de recherche et à publier en 2017 une synthèse sur L'architecture de la Grèce au XIXe siècle (1821-1912).

## Prix
- Grand prix du Patrimoine, Ministère de la Culture, 1999
- Grande médaille d'argent pour l’histoire de l’art, Académie d'architecture, 1997
- Prix De Stassart, Académie royale de Belgique, 1992
- Grand prix de la Critique architecturale, Comité international des critiques d'art, Brighton, 1987

## Décoration
- Chevalier de la Légion d'honneur
- Commandeur des Arts et des Lettres le 19 décembre 1988[8].